# 北京大学工学院力学与空天技术系
北京大学工学院力学与空天技术系的前身是北京大学数学力学系力学专业，由物理学家周培源教授创立于1952年，是中国大学中第一个力学专业。

## 历史沿革

### 初建时期
1952年，全国高等院校进行了院系调整，在北京大学建立了中国的第一个力学专业----北京大学数学力学系力学专业。周培源、钱敏、吴林襄、叶开沅和陈耀松等中国力学界前辈先后从当时的北京大学，清华大学，燕京大学等高等院校来到北京大学力学专业主持工作，开设与承担力学专业的基础课程。庄逢甘、陆士嘉、钱伟长、郑哲敏、胡海昌与林鸿荪等也先后来到力学专业授课或兼职。 
北京大学力学专业创立之初，基本按照当时苏联莫斯科大学的模式制定教学计划与教学大纲，这种俄式的注重数学基础的教学风格一直延续到今天。当时的教材也使用苏联教材的中译本。 
由于50年代中国航空航天事业的迅速发展，而当时全国的力学专业仅此一家，北京大学力学专业得到了校方、教育部以及国家相关部门的大力支持，教学实验条件也有了较大的提高，例如国内第一座较大型的低速风洞于1958年10月1日在力学专业建成并试运行成功。文革前，中国自行研发的新的飞机机型大多都在此风洞做过模型试验。到1965年，北京大学力学专业已经形成90多人的高水平的师资队伍，组建了流体力学、固体力学与一般力学三个教研室。

### 汉中十年
在文化大革命时期，为了响应当时"三线建设"规划的需要, 北京大学校方于1969年10月将北京大学数学力学系力学专业与技术物理系, 无线电系一起迁到陕西汉中地区. 北京大学汉中分校(653分校)力学系于1972年成立. 
汉中分校的科研教学条件远非学校本部可比，而且当时的社会环境也对力学系的科研教学工作产生了极大的影响。在如此困难的客观条件下，力学系的教职员工仍然坚持着自己的教学科研工作：开办了一系列的进修班与短训班；进行了以大型冷却塔的应力分析程序开发为代表（此项目由武际可主持，到2002年为止中国大陆所有的火力发电站的冷却塔的应力分析均由该程序完成）的一系列科学与工程研究。

### 力学系
在文化大革命结束后，北京大学汉中分校于1978年底迁回北京，原校舍由陕西汉中工学院接管。1979年3月24日，北京大学力学系成立。 
这段时间里，力学系的工作逐步走入正轨。流体力学、固体力学、一般力学博士点及博士后流动站先后成立；湍流研究室、环境流体研究室、工程科学教研室、测试分析室、计算力学与应用数学教研室、计算流体研究室、非线性科学中心以及力学研究所等一系列学术研究机构先后成立。
1988年, 北京大学力学系的流体力学、固体力学被确定为国家教育部重点学科。
1990年11月，国家计委批准利用世界银行贷款100万美元在北京大学筹建湍流研究国家重点实验室。是勋刚教授为首届主任，庄逢甘院士为首届学术委员会主任。
1993年, 北京大学力学系被批准为“国家理科基础科学研究和教学人才培养基地”。

### 力学与工程科学系
1995年，北京大学力学系更名为北京大学力学与工程科学系。首届工程结构分析专业本科生于1996年入学，随后工程力学博士点建立。
1995年湍流研究国家重点实验室通过国家验收，正式对国内外开放。1998年后，佘振苏教授、陈十一教授先后应聘为长江计划特聘教授和实验室负责人。2000年，经国家科技部批准，实验室改名为湍流与复杂系统研究国家重点实验室。
2001年，固体力学、流体力学、一般力学和力学基础被确定为教育部重点学科。
2004年，生物医学工程专业作为北京大学力学与工程科学系的新增研究生专业正式招生。
截至2002年，先后在北京大学力学与工程科学系工作的教职工有453人、博士后有65人；先后在北京大学力学与工程科学系学习的本科生有2829人、硕士研究生有507人、博士研究生有156人，总计3492人。 
在北京大学力学与工程科学系学习过的系友中有十余位当选为中国科学院院士或中国工程院院士。

### 工学院力学与空天技术系
2006年3月17日，北京大学校方发布通知，宣布力学与工程科学系整体并入北京大学工学院，并改称力学与空天技术系。

## 统计信息
- 截至2004年：
  - 在编专职教职员工共有81人，其中中国科学院院士1人，长江特聘教授3人，教授（含研究员和教授级高工）19人，博士导师18人，副教授17人，高工、高实9人
- 截至2002年:
  - 在站博士后共有14人，兼职教授共有4人.离退休教职员工共有62人
  - 在系学生共有419人，其中本科生274人、硕士研究生92人、博士研究生53人

## 专业设置
北京大学力学与工程科学系设有:
- 理论与应用力学、工程结构分析两个本科生专业. 本科学制四年, 学生在三年级初自主选择专业；

- 一般力学和力学基础、固体力学、流体力学、工程力学、生物医学工程五个硕士研究生专业；

- 一般力学和力学基础、固体力学、流体力学、工程力学四个博士点；

- 力学博士后流动站；

- 湍流与复杂系统研究国家重点实验室.

## 相关链接
- 北京大学主页* 北京大学力学与工程科学系主页（页面存档备份，存于）
- 北大未名BBS 力学系版（页面存档备份，存于）